# Comunidade Quilombola de Nova Batalhinha
Nova Batalhinha é uma comunidade remanescente de quilombo, população tradicional brasileira, localizada no município brasileiro de Bom Jesus da Lapa, na Bahia. A comunidade de Nova Batalhinha é formada por uma população de 20 famílias, distribuídas em uma área de 7.473 hectares. O território foi certificado como remanescente de quilombo (reminiscências históricas de antigos quilombos), pela Fundação Cultural Palmares, Portaria n° 35/2004.
A comunidade foi formada por migrações provindas das comunidades de Rio das Rãs, Pituba e Batalha, por conta das secas ou por melhores condições de sobrevivência. A comunidade foi estabelecida próximo ao Rio das Rãs, braço do Rio São Francisco.
Esta comunidade teve o Relatório Técnico de Identificação e Delimitação publicado em 2006 (etapa da regularização fundiária), mas ainda está com a situação fundiária em análise (não titulada) no INCRA. A desapropriação das terras foi publicada em 20 de Novembro de 2009. Seu território é composto por antigos 10 imóveis rurais (que, em 2013, foram adquiridos pelo INCRA por R$ 155 mil), o assentamento Pitombeira (criado em 2004) e áreas da União próximas ao Rio São Francisco. O Contrato de Concessão de Direito Real de Uso (CCDRU) das terras da comunidade quilombola de Nova Batalhinha foram entregues em agosto de 2017 (posse provisória até a conclusão jurídica das desapropriações).

## Tombamento
O tombamento de quilombos é previsto pela Constituição Brasileira de 1988, bastando a certificação pela Fundação Cultural Palmares:

Art. 216. Constituem patrimônio cultural brasileiro os bens de natureza material e imaterial, tomados individualmente ou em conjunto, portadores de referência à identidade, à ação, à memória dos diferentes grupos formadores da sociedade brasileira [...]
§ 5º Ficam tombados todos os documentos e os sítios detentores de reminiscências históricas dos antigos quilombos.
Portanto, a comunidade quilombola de Nova Batalhinha é um patrimônio cultural brasileiro, tendo em vista que recebeu a certificação de ser uma "reminiscência histórica de antigo quilombo" da Fundação Cultural Palmares no ano de 2004.

## Situação territorial
A falta do título da terra (regularização fundiária) cria para as comunidades quilombolas uma dificuldade de desenvolver a agricultura, além dos conflitos com os fazendeiros de suas regiões e a impossibilidade de solicitar políticas sociais e urbanas para melhorias de condições de vida, como infraestrutura urbana de redes de energia, água e esgoto. Em 2017, o INCRA assinou nota técnica regulamentando o cadastro e seleção de agricultores quilombolas para o acesso a políticas de inclusão social e de desenvolvimento produtivo do Programa Nacional de Reforma Agrária (PNRA).
Povos Tradicionais ou Comunidades Tradicionais são grupos que possuem uma cultura diferenciada da cultura predominante local, que mantêm um modo de vida intimamente ligado ao meio ambiente natural em que vivem. Através de formas próprias: de organização social, do uso do território e dos recursos naturais (com relação de subsistência), sua reprodução sócio-cultural-religiosa utiliza conhecimentos transmitidos oralmente e na prática cotidiana.